# 分類
分類（ぶんるい、英: classification）とは、
- ある基準に従って、物事を似たものどうしにまとめて分けること[1]。
- （論理学）物事を徹底的に区分し、類種系列の形をとった体系を形成すること[1]。

## 概要
複数の事物や現象を、何らかの基準に従って似たものグループ（群れ）を作り、分けることである。そうして作られたグループをカテゴリという。そして「分類」は、より専門的には、それを徹底的に行い、カテゴリを体系化すること、整理整頓されたカテゴリの体系を作ること、でもある。
図書館情報学の研究者の緑川信之の表現では、『分類という言葉は、分類すること を意味する場合もあれば、分類されたもの を意味することもある』（つまり「分類」は「分類する」という行為を指している場合もあり、すでに分類がなされた状態（カテゴリの体系、カテゴリの整頓されたリスト、および個々の要素が各カテゴリの下にグループ化されている状態）も指しうる。）
分類という行為をどのように理解するかについては、実は多種多様な見解があり、各時代や、各分野の専門家ごとに様々な傾向があるのだが、ここでひとつの見解を紹介してみる。図書館情報学の研究者の緑川信之によると、「分類」は4つの段階に分けることができる、という。
1. 対象を分けること（区分）[2]
2. 分けられた対象を体系的に配置すること（体系化）[2]
3. 特定の対象を分類体系の中に位置づけること（分類作業）[2]
4. 分類体系の特定の項目に位置づけられている対象を取り出すこと（検索）[2]

たとえば映画をジャンルや製作国で分ける段階が「区分」で、分けられた映画を体系的に配置する段階が「体系化」だという。これら1つ目と2つ目の段階をまとめて「分類体系の構築」段階と呼ぶ、とのことである。
（なお、図書館の業務というのは、利用者からの要請に応じて書籍を検索して書庫などから取り出して手渡す、ということまで含まれているので、その影響を受けてこの図書館情報学の研究者はこの解説で(4)の「検索」まで「分類」に含めてしまっているが、通常、図書館情報学以外の分野では、(1)～(3)を「分類」と呼び、(4)は「検索」という別概念だとしていることが多い。(4)が重要でない、という意味ではなく、一般には、(4)は別の重要な概念・行為だとされており、(4)は（分類成果を利用した）別の行為、次の段階の行為、だとされている。）
分類には「区分の原則」というものが一応あるが、実際に区分の作業を行う時にはそれが守れないという問題は多々起きがちで、それは「複数の区分肢に入ってしまう対象が現れること」および「どの区分肢にも分類できない対象が現れること」であるが、それらの問題への解決策も一応ある。→#区分のしかた
分類の中の「区分」という行為は、多種多様な基準（観点）で行うことができる。素朴で基本的な分類法から解説すると、たとえば数に着目して個数で分類する方法、質量で分類する方法、長さで分類する方法、年齢で分類する方法などがある。また他にも、色で分類する方法、性で分類する方法 等々等々、多種多様な分類法がある。→#分類の種類
ひとつひとつの学問には、多かれ少なかれ、様々な分類法によってさまざまな「もの」や「こと」を分類する、というプロセスや手法が含まれている。学問の歴史を遡ると、多くの学問がアリストテレス（「万学の祖」と呼ばれる、古代ギリシア時代の人物）にたどり着くが、このアリストテレスがすでに分類という手法を強力に用いていた。多様なものごとをまず分類し、カタログ化し、ひとつひとつのカテゴリを、できるだけ取りこぼさないように「しらみつぶし」に、緻密に、粘り強く研究してゆく、ということを行ったのであり、それを長年に渡りやり続けた結果、「万学の祖」と呼ばれるまでに至ったのである。現代の研究者たちも、各自の研究をする上で、ほぼ必ず、多かれ少なかれ、分類という行為を行っている。
分類の効能
整理整頓や情報アクセスとの関連では、一般論として言えば、さまざまなモノ（物理的な存在）はあらかじめ概念的に分類することによって、物理的にも整理整頓することができるような状態になる。利用する側は、諸々のものがあらかじめ分類された上で、分類体系に沿って配置されていると、求めているモノに迅速にアクセスすることができ、再び取り出すことが容易になり、一般論としては、その時間が短縮される。たとえば図書館では多数の（無数の）書籍が図書分類法に基づいて分類されることによって、図書館スタッフは、ある一冊をどの書架に配置したらよいか判断できるようになり、結果として類似の内容の書籍の多くが近い場所に収まることになる。図書館利用者の側にとっては、書籍が分類されていることで、書架の前で、次から次へと複数の本を手にとり、パラパラと目次や本文の一部などを確認して、好みの一冊を選ぶことができるようになる。（もしも、類似の書籍が図書館内の離れた場所に、あまりにバラバラに離れた状態で配置されると、利用者は探しているうちに迷子になったり時間がかかりすぎて、複数の書籍をチラと確認した上で選ぶ、ということもできなくなる。）
分類しグループ化することの別の効能としては、（あらかじめ適切な分類法を選択しておけば、の話ではあるが）分類済みの要素は、グループまとめて同一の扱い方をできることである。たとえばごみも、あらかじめリサイクルの工程を考慮しつつ分類枠を用意し、それに従って各人が分類して捨て、分別収集すれば、リサイクル（再資源化）し易くなる。リサイクルは資源の種類によってその工程はかなり異なるので、ごみが分類されて分別されていれば、たとえばペットボトルはペットボトルなりのリサイクル工程へ、アルミ缶はアルミ缶なりのリサイクル工程へ...と、それぞれ適切な工程へ送り込んでやることができる。
またものごとは多様であり、混沌としており、あまりに多様なことに一気に着手すると、能力がある人でも力や意識が分散してしまったり、作業の時間がバラバラに分割されすぎて、不可能になることは多いが、混沌の中にある特徴（共通点）を見つけ、ひとまとまりの小さなグループ（カテゴリ）をつくることで、（全体を一気に対象にすることは困難なので後回しにしておいて）とりあえず着手しやすいカテゴリをひとつ選ぶことも可能になり、焦点をひとつのカテゴリに当ててそれに対処し、それができたら2つめのカテゴリに着手する、などと、「段階を踏む」ということが可能になるわけであり、分類という行為は、有限の能力しか持たない人間（スーパーマンではない普通の人間、「全知全能の神」ではない人間）に、問題解決のきっかけ、糸口を与えてくれる。
恣意性や混乱
分類というのは、何らかの基準を人間が設定し、その基準に基づいてカテゴリ（グループの「枠」）を複数つくり、個々のものごとをいずれかのカテゴリ枠の中に入れてゆくことである。基準は人間が設定するので、その意味では「恣意的」である（つまり、その基準自体が絶対ではなく、他の基準も設定しうる）。
別の基準を設定したり採用したりすれば、異なる分類をすることもできる。その意味で、分類という行為には常に恣意性がつきまとう。またカテゴリとカテゴリの間で明確な《線引き》ができない場合は、分類という行為は困難になり、難しい問題が生じる。→#恣意性、混乱

## 分類の種類

### 区分の種類
まず区分の属性（基準）の種類を解説すると、どの属性を基準としてカテゴリ分けするのか、属性の選び方も多種多様である。あまりに多様すぎて網羅的に挙げることは不可能であるが、ここでは比較的頻繁に選ばれている属性（分類基準）を挙げる。
ひとつには《数》を基準にして分類する方法」がある。
例えば、何かの《個数》の類を基準にする方法があり、例えば乗り物について《車輪の数》を基準にして「二輪車 / 三輪車 / 四輪車...」と分類する方法や、鉄道の線路について本数を基準にして「単線 / 複線 / 複々線」と分類する方法、航空機について翼の数を基準にして「複葉機 / 単葉機 」と分類する方法、望遠鏡を筒の数を基準にして「単眼鏡 / 双眼鏡」と分類する方法、世帯の人数を基準にして「一人世帯 / 二人世帯 / 三人世帯 ... 」と分類する方法などである。
数を用いる分類でも、たとえば《質量》（重さ）の値で分類する方法がある。たとえばボクシングの選手を、《体重》を基準にして「ヘビー級 / ミドル級 / ウェルター級 / ライト級 / フェザー級 ...」などと分類する方法がある。（分類のカテゴリ名はボクシングのものとは異なるが）アマチュアレスリングや柔道でも体重を基準にして選手を分類している。→#体重別階級
《長さ》や《高さ》や《距離》を用いて分類する方法もある。
数を用いる分類の中には、《年齢》による分類もある。年齢を基準にして人間を、「10歳未満 / 10代 / 20代 / 30代 / 40代 ...」などと分類する方法である。「20歳未満 / 20歳以上」という線引きをして分類したり、それを「子供（小人） / 大人」という言葉で大分類することもある。（ただし、線引きの基準は、国ごと、領域ごとに異なり、あるひとつの国を取りあげても、選挙権では○○歳で線引き、飲酒については××歳で線引き、喫煙については△△歳で線引き、といった調子で、バラバラになっている国も多い。）また反対に、0歳 / 1歳 / 2歳 / 3歳 ...と一歳刻みで細かく分類する方法もある。
《色》（色彩）で分類する方法もある。例えば「赤リンゴ / 青リンゴ」と分類する方法や、人間の髪を（あるいは人間自体を）、髪の色を基準にして「赤毛 / 金髪 / 栗毛（ブルネットbrunette） / 黒髪 / 白髪 ... 」などと分類する方法である。（ただし、「色」はスペクトラム的に、つまり連続的に変化するものなので、線引きは曖昧である。また、そのあいまいな髪の色が、人の年齢とともに少しずつ変化してゆく。たとえば 欧米人でも、（少年期）茶（っぽい）→（中年期）こげ茶（っぽい）→（高齢期）シルバー（っぽい） などと、連続的に、曖昧に変化する人が いる / 多い。つまり、あくまで便宜的な分類であり、厳密な分類はほとんど不可能である。）また20世紀前半までは肌の色を基準にして人間を「白人 / 黒人 / 黄色人 ...」などと分類することが当たり前のように行われていたが、20世紀なかばあたりからはそうした分類行為が倫理的には問題だとして問題視されるようになり、21世紀に入ってからは（少なくとも行政の場などで、公式には）人間を肌の色で分類することは控えられるようになってきている。
《性》によって分類する方法もある。
動物に関しては、基本的には「オス / メス」と分類することが行われている（ただし、動物界を広く見渡すと、生きている途中で性別が変化する事例もあり、単純には分類できない場合もある。）人間に関しても生物学的な性を基準にして「男性 / 女性」と分類する方法が（ひとつのオーソドックスな方法として）ある（だが、20世紀後半あたりから、それほど単純な問題ではない、と指摘されることも増えている。例えば「身体は男だが性的指向は女」とか「身体は女だが性的指向は男」とか「身体は男（女）だが、どちらの性の人も性的対象だと感じる（どちらでもある）」という人などがいる、という指摘や、性別適合手術を受ける人もいる、LGBTが存在している、ということなどがしばしば指摘されるようになってきており、さまざまな角度から、従来の単純化しすぎた分類の是非が問い直されている。）
またたとえばロマンス諸語では、すべての名詞が「男性名詞 / 女性名詞 / 中性名詞」に分類されている。
以上は、ありきたりな分類の例であり、多種多様な分類基準のごく一部にすぎない。
たとえば音楽や映画ならば《ジャンル》を基準にして分類する方法もあるし、たとえば、スマートフォンならば、《OS》を基準にして、多様な機種を「Android搭載機 / iOS搭載機 (iPhone) / その他」などと分類する方法もあるわけで、分野ごとに様々な分類法があり、ほとんど際限なく分類基準がある、と言っても良い。

## 分類の原理

### 区分のしかた
区分の原理を選ぶ
区分をするためには、何らかの観点に基づく必要がある。たとえば（あくまで一例だが）映画をジャンルで区分する場合は、この「ジャンル」が区分の観点である。区分をするための観点のことを「区分原理」（または「区分特性」）と呼ぶ。
区分肢の作成
対象（群）をある区分原理によって区分したときにできるグループを「区分肢」とよぶ。例えば映画をジャンルという区分原理で区分すると、アクション映画 / SF映画 / 恋愛映画... などの区分肢ができる。
区分を行う時に起きがちな問題：「複数の区分肢に入ってしまう対象が現れること」「どの区分肢にも分類できない対象が現れること」
なお、映画にはアクション映画でもありSF映画でもあるものがある。そのような映画はアクション映画の区分肢とSF映画の区分肢の両方に属していることになる。このように対象をどれか1つだけの区分肢に属するようにできない区分は「相互排他的」ではない。
一方、どのような（用意された）ジャンルにも属さない映画もある。このようにどこの区分肢にも属さない対象が出てきてしまう区分は「包括的」（網羅的）ではない。
区分の原則
対象を相互排他的かつ包括的に区分することを「区分の原則」とよぶ。上の映画のジャンルによる分類の例でも理解できるように、「区分の原則」を守ることは現実には困難な場合が多い。だが、区分の原則が守れているか否かを常に意識することは重要である。
（たとえば，多肢選択式の質問票で，選択肢が包括的な区分になっておらず，どの項目にも該当しない（回答できない）場合がある。また，複数項目に該当するのに1つだけ回答するように指示されている場合も，回答に困る。
問題の解決法
- 包括的な区分ができない場合は（つまり、どの区分肢にも入らない対象が残ってしまう場合に、それを防ぐためには）「その他」（という一種の区分肢、枠）を用意する[2]。（なお複数の人で区分の作業をする場合は、責任者があらかじめ、最初から「その他」という区分肢（カテゴリ）を用意しておくことが有効であり、大切である。そうでないと、個々の作業者は、どの区分肢にも入れられない対象に出会った段階で、ひとり途方に暮れてしまう。あらかじめ「その他」という枠が用意されていないと、しばしば、個々の区分作業担当者は、やけくそになって（黙ったまま、相談もせず）強引に不適切な区分肢に押し込んでしまい、結果として、押し込まれた先の区分肢にカテゴリ錯誤の（「仲間はずれ」の）要素がチラホラと紛れ込む結果を産み、結局、分類全体をじわじわと崩壊させていってしまう。）

- 相互排他的な区分ができない場合は（つまり、複数の区分肢に入る対象が、現れる場合は）「複数の区分肢に当てはまる」を認める、などの対応がとられる[2]。（現代のようにデータベースを道具として使いつつ分類作業（区分作業）をする場合は、あらかじめ、データベースの設計の段階で、複数の区分肢に当てはまる対象が現れることを想定して、それに対応できるようにデータベース設計をしておく必要がある。（たとえば項目名をあらかじめ追加しておくなど。たとえば映画なら、たとえば「ジャンル1」「ジャンル2」...などと、複数のジャンル枠をあらかじめ用意しておいて、個々の担当者レベルで該当するジャンル名を複数記入できるようにしておく方法などがある。）。ただし、そのような対応をする前に、一度、本当に区分の原則が守れないのか、よく考える必要もある[2]。だが理詰めでよくよく検討して、やはり「区分の原則」はこの分野では守れない、ということが明らかならば、守れないという前提で区分方式を用意（したりデータベース設計をしたり）せざるを得ない。

## 生物の分類
生物についても様々な分類の方法があり得る。

### 一般人による分類
一般人（生物学者ではない人々）の間では、動物 / 植物とざっくりと分けておいて、動物のほうを「獣（けもの、四足動物） / 鳥 / 魚 」などと分類したり、植物のほうは「野菜 / 果物 / 花 / 樹木　...」などと分類することがしばしば行われている。
これは、学問的に見ると、あくまで人間側の便宜に基づいて分ける方法である。

### 生物学の分類
生物学の中でも様々な分類法がある。
なお生物学の中には分類学という分野がある。生物学では「分類」と「分類学」という用語を区別することがあるが、前者は、多種類の生物の種を妥当な仕方で命名・整理して一つの体系にまとめるのが課題、とされ、後者は、この分類の仕方を理論的に問題とする分野ということに（一応は）されているが、実際には「分類学」という語で、分類の仕事の内容そのものも含ませて指している。
生物学では例えば次のような分類体系がある。
- 進化分類学 evolutionary taxonomy
- 分岐分類学 cladistics
- 表形分類学 phenetics
- 分子系統学 molecular

生物学の分類の基準も絶対的なものではなく、時代とともに変化してきている。
生物学のかつての（初期の）主要な基準は「生物の持つ形質の類似性」（類縁関係）であった。これは後に進化論と関係づけられて理解されるようになったわけではあるが、結局、「類縁関係」という基準は「進化による分類群の分岐が古いか新しいか」という基準に置き換えられた。さらに、分子生物学の発展に負うところが大きい。「進化による分類群の分岐が古いか新しいか」という基準に代わって「DNAの変化速度」という基準時間軸がかなり定量的に論じられるようになっている。最近では、DNAの塩基配列をかなり短期間（短時間）で分析しデータ化できるようになったおかげで、コンピュータを用いてその変化量を（コンピュータ・プログラムによって計算で求め、関係や系統を、半ば自動的に）算出して分類する手法も充実化してきており、それが高い評価を得ている。

## 数学における分類

### 分類と集合
分類は、多数ある属性の中から、特定の属性に焦点を当て、その属性を基準にして、対象をグループ分けすることである。だが個々の存在（要素）は、複数の属性を備えている。属性ごとに、独立の分類作業が行える。これはさまざまな基準を設定して、ひとつの母集合から、さまざまな部分集合を作ることと同類の作業である。
例えば、イギリス人という集団に着目した場合でも
- （年齢という属性を基準にして）10歳未満 / 10代 / 20代 / 30代 /...
- （性という属性を基準として）男性 / 女性 / その他 ....
- （アンケート調査での「一番好きなスポーツは？」という設問に対する回答内容という属性を基準にして）ラグビーが一番好き / クリケットが一番好き / 乗馬が一番好き / サッカーが一番好き / ... / 無回答 /...

などと様々に分類が可能であり、つまり、「イギリス人」という集合に関しても、さまざまな部分集合を作ることができる。

## 恣意性、混乱
分類というのは、何らかの基準を人間が設定し、その基準に基づいてカテゴリ（グループの「枠」）を複数つくり、個々のものごとをいずれかのカテゴリ枠の中に入れてゆくことである。基準は人間が設定するので、その意味では「恣意的」である（つまり、その基準自体が絶対ではなく、他の基準も設定しうる）。
別の基準を設定したり採用したりすれば、異なる分類をすることもできる。その意味で、分類という行為には常に恣意性がつきまとう。
たとえば航空機の分類で、重量（密度）が空気より軽い軽航空機と、空気より重い重航空機の2つに大別されているが、他に翼の数に基づいて「単葉機 / 複葉機」と分類する方法もあり、またエンジンの種類を基準にして「ピストン機（レシプロ機）/ ターボ機」と分類する方法もある。いずれも選べるのに、ある人がエンジンによる分類だけを採用して他を無視すれば、それはその人が恣意的に選んだということであって、恣意性があるということになる。たとえ数を基準とした分類（「単葉機 / 複葉機」）を選んでも、それだけを選べば、やはりそれを採用して他の分類法を捨てたということで、恣意性を持っている。
おまけに、カテゴリの設定方法によっては、カテゴリとカテゴリの間に明確な《線引き》ができないことも生じる。
たとえば「大型・中型・小型」は、分類基準を設定する組織や個人ごとに、線引きが異なっていて混乱していることも多い。たとえば何メートル以上何メートル以下を（あるいは何kg以上何kg以下を）「中型」と言うか、国際機関、特定の国の政府、民間企業の団体などによって数値にズレが生じてしまっていることもある。
「古代・中世・近世・近代・現代」「管楽器・弦楽器・打楽器 ... 」などといった分類も、学者ごとに境界線が異なっていて、学問上も混乱していることがあり、学派ごとに異なっていることがあり、その意味でも恣意性がつきまとう。
さらに難しい問題もある。たとえば「科学 / 疑似科学」という分類についても、長年にわたって科学者や科学哲学者らから多数の基準（線引きの方法）が提案されていて、長い議論が続いたが、すっきりと決着がつかないままになってしまっている。これを「線引き問題」と言う。両者の間には、白黒がはっきりつけられない領域（グレーゾーン）がある、そのグレーゾーンというのが、「真っ白」付近から「真っ黒」付近に至るまでの、スペクトラムのように 白→黒 と連続的に変化する領域である、と指摘している研究者もおり、また「曖昧なシャドーゾーンが存在する」と指摘する科学者もおり、その結果、まともな科学者でも、いざ実際にさまざまな研究を分類しようとする段になると悩んでしまうのである。おまけに、境界科学や未科学というものもあり、それらとの線引き（境界線）も曖昧で、世の中のさまざまな研究を全て分類しようと試みたりすると、（まともな科学者でも）一体どのカテゴリに分類したらよいか判らなくなってしまうことが出てくるわけである。